# Lombo (Macedo de Cavaleiros)
Lombo é uma povoação portuguesa sede da Freguesia de Lombo do Município de Macedo de Cavaleiros, freguesia com 14,45 km² de área e 304 habitantes (censo de 2021), tendo, por isso, uma densidade populacional de 21 hab./km².

## Demografia
A população registada nos censos foi:
| Distribuição da População por Grupos Etários | Distribuição da População por Grupos Etários | Distribuição da População por Grupos Etários | Distribuição da População por Grupos Etários | Distribuição da População por Grupos Etários |
| -------------------------------------------- | -------------------------------------------- | -------------------------------------------- | -------------------------------------------- | -------------------------------------------- |
| Ano                                          | 0-14 Anos                                    | 15-24 Anos                                   | 25-64 Anos                                   | > 65 Anos                                    |
| 2001                                         | 51                                           | 51                                           | 177                                          | 100                                          |
| 2011                                         | 28                                           | 33                                           | 158                                          | 127                                          |
| 2021                                         | 9                                            | 16                                           | 115                                          | 164                                          |

## História
Na parte sul do município, já muito perto de Mogadouro quase Espanha, a freguesia de Lombo dista vinte quilómetros da cidade de Macedo de Cavaleiros. Estende-se por uma área de 1445 hectares, que correspondem a 2.07% da extensão total do município.
Lombo é uma freguesia muito antiga, importante nos inícios da Idade Média. Lombo foi uma das primeiras paróquias dos suevos, pouco tempo depois de estes terem invadido o território em 411 e de se terem convertido ao cristianismo (550). Integrada na diocese de Bracara (Braga), a "paroeccia" (paróquia) de Lombo chamava-se Tureco.
Parece ter sido caso único em todo o concelho (atual município) de Macedo de Cavaleiros. E como refere A. Almeida Fernandes, de evidenciar o facto de a paróquia ter resistido até hoje, ao contrário de algumas que rapidamente se extinguiram.
Nessa época - segunda metade do século VI - as paróquias tinham geralmente os seus limites territoriais bem definidos, um clero próprio e o seu património especial. Até ao século V, era o bispo o único administrador do seu património, mas durante o domínio visigótico, um século depois, as paróquias adquirira também independência administrativa. Tudo isto se passou com Lombo, ou melhor, com Tureco.
A paróquia de Espírito Santo de Lombo era uma vigariaria de apresentação do abade de Chacim, no arcebispado de Braga. O seu vigário tinha de rendimento anual seis mil réis de côngrua e o pé de altar, rendimento que em relação ao contexto deste concelho se pode considerar pouco significativa. Passou posteriormente a reitoria.
Em termos administrativos, foi do concelho de Chacim até 31 de Dezembro de 1853. Nesta data, este concelho foi extinto, na sequência de uma grande reorganização administrativa do país, e Lombo passou então para o concelho de Macedo de Cavaleiros, onde se encontra actualmente.
Nem sempre Lombo foi uma freguesia independente. Apesar da sua antiguidade, e da importância que leve em determinado período da nossa história, em 11 de Dezembro de 1884 foi anexada, para efeitos administrativos, à freguesia de Olmos, deste concelho. Algum tempo depois, voltaria no entanto a obter a ansiada independência.
Em traços gerais, é possível estabelecer a evolução demográfica desta freguesia. Segundo as “Memórias Paroquiais" de 1758, ordenadas pelo Marquês de Pombal em todas as igrejas do País, viveriam em Lombo mais de trezentas pessoas, já que o número de fogos nesse ano era de 127. Em meados do nosso século, esse número ultrapassara já os quinhentos habitantes e em 1980 decrescera para 380. Uma evolução negativa que se pode considerar perfeitamente natural se tivermos em conta o fenómeno migratório que se verificou no apogeu do Estado Novo e que levou centenas de pessoas da freguesia a sair para o estrangeiro ou então para os grandes centros urbanos de Portugal.

## Gastronomia
Os pratos regionais desta freguesia são as alheiras com grelos e batatas e a posta transmontana.
Esta aldeia realiza com frequência convívios.